# Świerczewo (powiat szczecinecki)
Świerczewo – osada w Polsce położona w województwie zachodniopomorskim, w powiecie szczecineckim, w gminie Biały Bór.
W latach 1975–1998 miejscowość należała do woj. koszalińskiego.